# بنك كندا
بنك كندا (بالفرنسية: Banque du Canada)‏ هو المصرف المركزي في كندا. وقد تأسس البنك بموجب قانون بنك كندا في 3 يوليو 1934، باعتباره شركة مملوكة للقطاع الخاص. وفي عام 1938، أصبح البنك شركة حكومية، تنتمي إلى ملك كندا. ويحمل وزير المالية رأس مال الشركة بأكمله الذي أصدره البنك، «وفي النهاية، أصبح البنك مملوكًا لوزير المالية نيابة عن صاحبة الجلالة ملكة كندا.»
يتمثل دور البنك في «تعزيز رفاهية كندا اقتصاديًا وماليًا.» وتتمثل مسؤوليات البنك في: السياسة النقدية; والسلطة الوحيدة المعنية بإصدار الأوراق النقدية الكندية؛ وتأسيس نظام مالي سليم وآمن داخل كندا وإدارة الأموال والخدمات المصرفية المركزية «للحكومة الفدرالية والبنك والعملاء الآخرين.»
تقع مقرات البنك الرئيسية في مبنى بنك كندا في عاصمة البلاد مدينة أوتاوا. كما يضم المبنى أيضًا متحف العملات، الذي افتُتح عام 1980.

## التاريخ
في 11 مارس 1935، بدأ البنك المركزي نشاطه، بعد منح الموافقة الملكية على قانون بنك كندا. وقد تأسس البنك في البداية كشركة مملوكة للقطاع الخاص من أجل ضمان نزاهتها من النفوذ السياسي، وفي أوائل عام 1933، استدعى رئيس الوزراء آر بي بينيت الهيئة الملكية وقدمت تقريرها لصالح المصرف المركزي. ويتألف أعضاء الهيئة من رئيس الدعاية في بريطانيا خلال الفترة الأولى من الحرب العالمية الثانية، اللورد ماكميلان، الذي دعم وجود البنوك المركزية، فضلاً عن وجود أصحاب بنوك آخرين بريطانيين وكنديين. وقد كان جيرالد غراتان ماكجير واحدًا من الأصوات الأكثر قوة في كندا التي تدعو الحكومة إلى التدخل في النظام النقدي وتأميم نظام الائتمان. وقد سبقت رؤيته عن عملية الإصلاح النقدي تأسيس بنك كندا. كما شارك أيضًا جون إدوارد براونلي ثم رئيسة وزراء ألبرتا، في تقديم التماس لصالح المصرف المركزي لأن المزارعين في الغرب أرادوا ائتمانًا رخيصًا. وفي عام 1938، تحت قيادة رئيس الوزراء وليام ليون ماكنزي كينغ، أصبح «نوع خاص من» المؤسسات الحكومية، المملوكة بالكامل من قبل الحكومة؛ وبالتالي يملكها دافعو الضرائب الكنديين، مع المحافظ الذي عينه مجلس الوزراء.
وقبل إنشاء بنك كندا، كانت الخزانة الكندية مسؤولة عن طباعة الأوراق النقدية في كندا. وعمل بنك مونتريال، الذي كان حينذاك أكبر بنك في البلاد، بمثابة البنك المصرفي الحكومي. وكان بنك رويال بنك أوف كندا أكبر مؤيد لذلك، لأنه أراد أن يرى العمل الحكومي يبتعد عن منافسته. وعندما تأسس البنك المركزي، زعمت الحكومة أنها كانت مقيدة بسبب ديونها الخارجية وأن إنشاءه سيكون أقل تكلفة لاقتراض المال إذا كان يمكن استرداده بعملة منخفضة القيمة. كما زعمت أيضًا أنها كانت مقيدة بسبب عدم قدرتها على التعامل مباشرة مع ديونها الخارجية. وتجمعت مصالح الشركات المصنعة مع المزارعين والمجموعات الأخرى لصالح تخفيض قيمة العملة، مطالبين جميعهم بإنشاء مصرف مركزي. وقد كان الاسم الأصلي بنك كندا (التجاري) بنكًا خاصًا وأعيدت تسميته باسم بنك التجارة الكندي. وفي عام 1949، صدرت الأوامر للبنوك الخاصة بإزالة عملتهم من التداول وأصبح المصرف المركزي المصدر الوحيد للعملات الورقية القانونية في كندا.
ومن ناحية أخرى، لعب البنك دورًا هامًا في تمويل المجهود الحربي في كندا خلال الحرب العالمية الثانية من خلال طباعة المال وشراء الدين الحكومي. وبعد الحرب، تم توسيع دور البنك فقد تم تكليفه بتشجيع النمو الاقتصادي في كندا. وأسس القانون الصادر عن البرلمان في سبتمبر 1944 بنك كندا لتطوير الأعمال (BDC) كبنك تابع لتعزيز الاستثمار في الشركات الكندية. وقد أعطى رئيس الوزراء جون ديفينبيكر الأوامر بتوجيه السياسة النقدية للمصرف المركزي نحو زيادة العرض النقدي للعمل على انخفاض أسعار الفائدة وتشغيل العمالة الكاملة. وعندما بدأ التضخم في الارتفاع في أوائل ستينيات القرن العشرين (1960)، أمر المحافظ جيمس كوين بخفض العرض النقدي.

## كتابات أخرى
- {{استشهاد بكتاب}}: استشهاد فارغ! (مساعدة)
- Powell، James (1 سبتمبر 2009). The Bank of Canada of James Elliot Coyne: Challenges, Confrontation, and Change. Kingston: McGill-Queen's University Press. مؤرشف من الأصل في 2019-12-14. {{استشهاد بكتاب}}: الوسيط غير المعروف |الرقم المعياري= تم تجاهله يقترح استخدام |ردمك= (مساعدة)

## وصلات خارجية
- (بالإنجليزية) (بالفرنسية) Bank of Canada official site
- Bank of Canada Act [B-2]